# داميان روبرتس
داميان روبرتس (بالإنجليزية: Damien Roberts) هو لاعب كرة مضرب جنوب أفريقي، ولد في 26 يناير 1978.

## وصلات خارجية
- داميان روبرتس على موقع رابطة محترفي التنس (الإنجليزية)
- داميان روبرتس على موقع الاتحاد الدولي لكرة المضرب (الإنجليزية)
- داميان روبرتس على موقع خلاصة التنس.كوم (الإنجليزية)